# Sint-Remacluskerk (Cahottes)

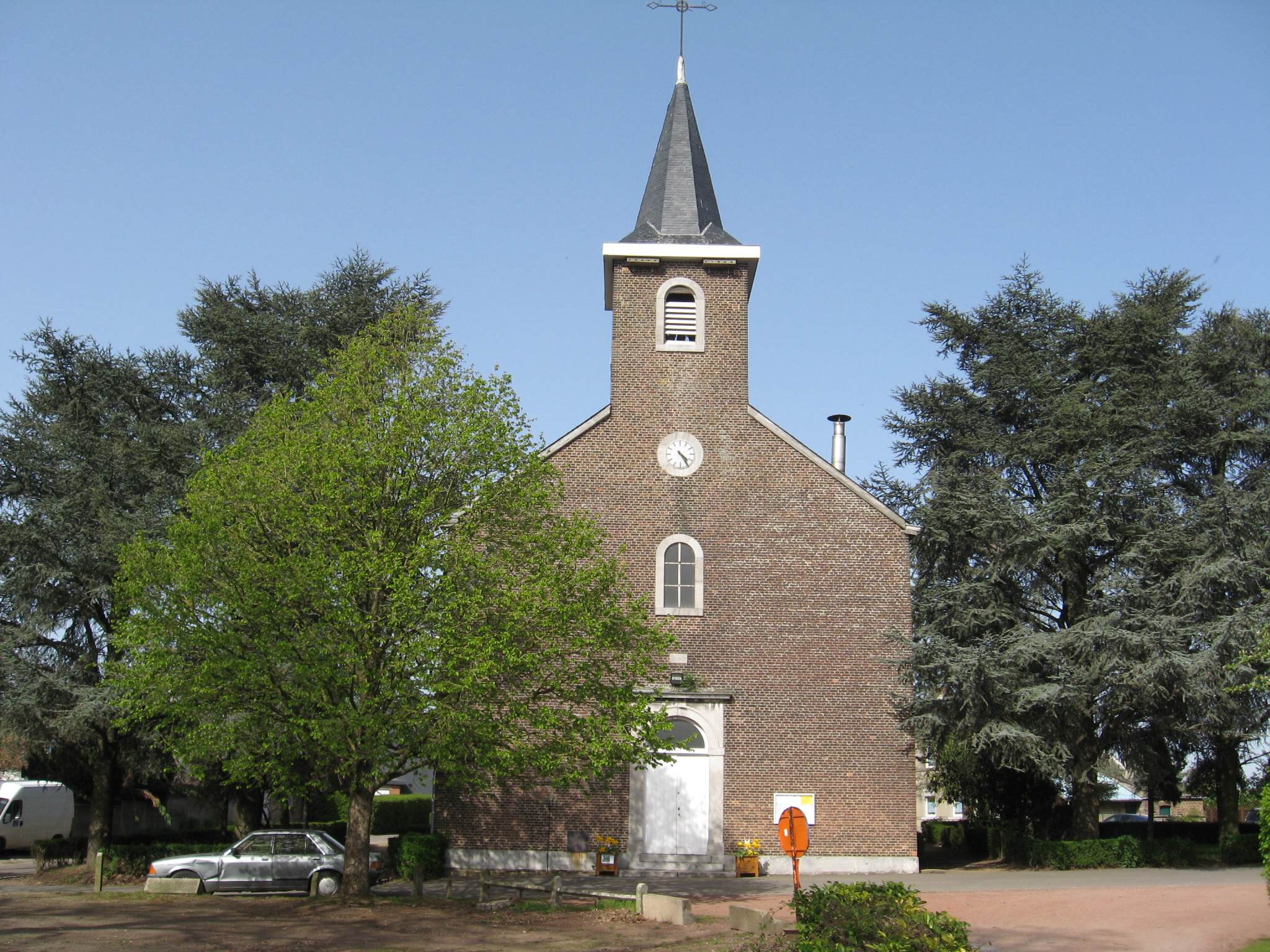
Sint-Remacluskerk

De Sint-Remacluskerk (Frans: Église Saint-Remacle) is de parochiekerk van Cahottes, een kerkdorp in de Belgische gemeente Flémalle.
Het betreft een eenbeukige bakstenen kerk in neoclassicistische stijl met een geveltorentje dat bekroond wordt door een ingesnoerde naaldspits. Het kerkje werd in 1846 gebouwd. Spoedig bleek het te klein te zijn en 1887 werd de kerk, naar ontwerp van Demany, vergroot met een transept en een koor met halfronde koorsluiting.
De kerk bezit een marmeren zijaltaar van omstreeks 1750. Het meeste kerkmeubilair is uit de tijd van de bouw, midden 19e eeuw.